# Raumiru
Raurimu est un village du District de Ruapehu, situé dans l’Île du Nord de la Nouvelle-Zélande .

## Situation
La route NZlSH/4 (en) passe à travers le village  et ainsi que la ligne principale de l’Île du Nord (en): la ligne de chemin de fer qui court vers l’est de l’île .. Le spirale de Raurimu (en), qui permet au chemin de fer de grimper de 139 mètres, est décrit comme un exploit d’ingénierie  par l’  Institute of Professional Engineers of New Zealand.
La gare de Raurimu (en) a desservi la ville depuis 1906 et jusqu’à sa clôture en 1978 .
Une sculpture en taille réelle en  boirs flotté d’un Tyrannosaurus rex siège au coin  de Keitieke Road et de la route State Highway 4 .

## Démographie
La localité de Raurimu est décrite par Statistics New Zealand comme un village rural.
Il couvre une surface de 0,88 km2 et a une population estimée à 70 personnes en juin 2024 avec une densité de population de 80 personnes par km2.
C’est une partie du secteur plus large de National Park.
La localité de Raurimu avait une population de 69 habitants lors du recensement néo-zélandais de 2018 , en augmentation de 6 personnnes (9,5 %) depuis le recensement néo-zélandais de 2013, et une augmentation de 6 personnes (9,5 %) depuis le recensement de 2006 en Nouvelle-Zélande.
Il y avait 27 logements, comprenant 36 hommeset 30 femmes donnant un sexe-ratio de 1,2 homme pour une femme.
L’âge médian était de 42,9 ans (comparé avec les 37,4 ans au niveau national), avec 15 personnes (21,7 %) âgées de moins de 15 ans , 3 personnes (4,3 %) âgées de 15 à 29 ans , 33 personnes (47,8 %) âgées de 30 à 64 ans et 15 personnes (21,7 %)  âgées de 65 ans ou plus.
L’ethnicité était pour 95,7 % européens/Pākehās, 8,7 % māoris, et  4,3 % originaire du Pacifique (en).
Les personnes peuvent d’identifier de plus d’une ethnicité en fonction de l’origine de leurs parents.
Bien que certaines personnes choisissent de ne pas répondre à la question du recensement concernant leur affiliation religieuse, 60,9 % n’ont aucune religion et 34,8 % sont chrétiens (en).
Parmi ceux d’au moins 15 ans d’âge, 12 personnes (22,2 %) ont une licence ou un degré universitaire supérieure  et 12 personnes (22,2 %) n’ont aucune qualification formelle.
Le revenu médian était de 28 600 $, comparé avec les 3 100 $ au niveau national. 9 personnes (16,7 %) gagnent plus de 70 000 $ comparé avec les 17,2 % au niveau national.
Le statut d’emploi de ceux d’au moins 15 ans d’âge était pour 27 personnes (50,0 %) un emploi à plein temps et pour 9 personnes (16,7 %) un temps partiel .